# Pojorâta
Pojorâta es una comuna ubicada en el distrito de Suceava, Rumania.

## Superficie
Posee una superficie de 137,7 kilómetros cuadrados.

## Demografía
Hasta 2021 la población era de 2777 habitantes, con una densidad de población de 20,17 habitantes por kilómetro cuadrado.